# Arben Ahmetaj
Arben Ahmetaj (Gjirokaster, 28 giugno 1969) è un politico albanese, ex vice primo ministro del governo albanese in carica dal 18 settembre 2021 fino al 25 luglio 2022.

## Carriera politica
L’attività politica di Ahmetaj inizia con il movimento studentesco del 1990.
È stato Direttore Generale della Direzione Generale delle Imposte dal 1998 al 1999, mentre in precedenza ha ricoperto la carica di Direttore di Gabinetto presso il Ministero delle Finanze ed è stato responsabile delle relazioni internazionali dello stesso.
Dal 2003 al 2004 è stato Vice Ministro presso il Ministero dell'Energia e dell'Industrie e dal 2004 al 2005 è stato Vice Ministro presso il Ministero dell'Integrazione Europea durante il governo di Fatos Nano.
Dal settembre 2013 al febbraio 2016, Ahmetaj è stato ministro dello sviluppo economico, del turismo, del commercio e dell'imprenditorialità nel primo governo Rama.
Nel 2019 ha presieduto la commissione parlamentare per l'economia e le finanze dopo aver agito come ministro delle finanze e dell'economia dal febbraio 2016 al gennaio 2019.
Ha ricoperto la carica di Ministro di Stato per la Ricostruzione, dal 13 dicembre 2019 al 18 settembre 2021, con l'incarico di progettare, coordinare e monitorare il programma di ricostruzione dopo il terremoto del 26 novembre 2019 e di affrontare poi anche le conseguenze della pandemia di COVID-19, nel piano economico e finanziario  e la stesura del piano di risanamento post-pandemia a medio e lungo termine.
Nelle elezioni del 25 aprile 2021 è stato eletto deputato nel seggio di Tirana, il 18 settembre del 2021 viene nominato dal presidente Ilir Meta vice primo ministro del governo Rama III.